# Paradise (Lana Del Rey)
Paradise és el tercer extended play de la cantant estatunidenca Lana Del Rey. L'EP va sortir a la venda al Regne Unit el 12 de novembre de 2012, i mundialment, el 13 de novembre del mateix any, sota el segell Interscope / Polydor / Stranger / Universal Music. Les 9 cançons que componen el disc estan disponibles a la venda tant física com digital.
El primer senzill de l'EP és «Ride», una balada pop downtempo. Un cover de la cançó Blue Velvet és un altre dels senzills d'aquest àlbum. Aquest últim va ser la música d'un anunci de la cadena de roba H&M, on Lana Del Rey hi apareixia cantant aquesta cançó.

## Llista de cançons
| Núm.          | Títol             | Composició                              | Productor(s)      | Durada |
| ------------- | ----------------- | --------------------------------------- | ----------------- | ------ |
| 1.            | «Ride»            | Lana Del Rey, Justin Parker             | Rick Rubin        | 4:49   |
| 2.            | «American»        | Lana Del Rey, Emile Haynie, Rick Nowels | Nowels            | 4:08   |
| 3.            | «Cola»            | Lana Del Rey, Nowels                    | Nowels            | 4:20   |
| 4.            | «Body Electric»   | Lana Del Rey, Nowels                    | Nowels, Dan Heath | 3:53   |
| 5.            | «Blue Velvet»     | Bernie Wayne, Lee Morris                | Haynie            | 2:38   |
| 6.            | «Gods & Monsters» | Lana Del Rey, Tim Larcombe              | Larcombe, Haynie  | 3:57   |
| 7.            | «Yayo»            | Lana Del Rey                            | Heath, Haynie     | 5:21   |
| 8.            | «Bel Air»         | Lana Del Rey, Heath                     | Heath             | 3:57   |
| Durada total: | Durada total:     | Durada total:                           | Durada total:     | 33:07  |

## Guardons
Nominacions
- 2014: Grammy al millor àlbum de pop vocal